# Endre Bajcsy-Zsilinszky

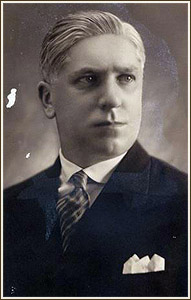
Endre Bajcsy-Zsilinszky (um 1930)

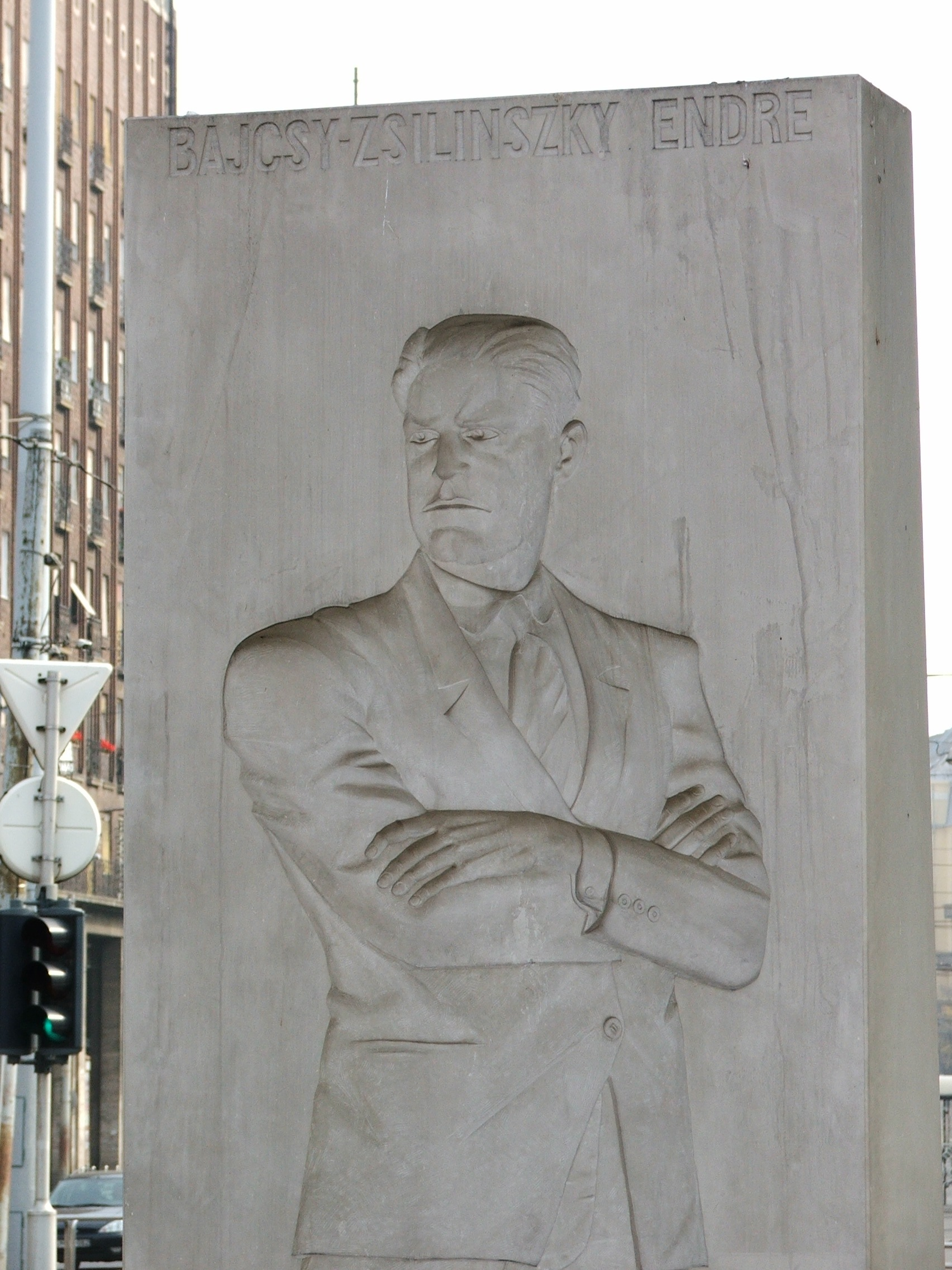
Denkmal von Bajcsy-Zsilinszky auf dem Deák Platz in Budapest.

Endre Bajcsy-Zsilinszky (* 6. Juni 1886 in Szarvas, Österreich-Ungarn; † 24. Dezember 1944 in Sopronkőhida) war ein ungarischer Politiker, Journalist und Widerstandskämpfer zur Zeit des Nationalsozialismus.

## Leben
Bajcsy-Zsilinszky besuchte das evangelische Gymnasium (Evangélikus Gimnázium) in Békéscsaba. Er studierte Jura in Klausenburg, Leipzig und Heidelberg, wo er 1908 promovierte.
Bajcsy-Zsilinszky war 1930 Mitbegründer der Nationalradikalen Partei (Nemzeti Radikális Párt), für die er bis 1938 Abgeordneter im ungarischen Parlament war. Später vertrat er dort bis zu seinem Tod die Partei der Kleinlandwirte.
Während des Zweiten Weltkrieges gehörte Bajcsy-Zsilinszky zu den führenden Vertretern des Widerstands gegen die Kriegsbeteiligung Ungarns (seit 1940) und das Bündnis mit dem Deutschen Reich.
Nach der Besetzung Jugoslawiens durch die Achsenmächte ließ der dortige ungarische Militärchef Ferenc Feketehalmy-Czeydner Anfang 1942 in Újvidék (Neusatz bzw. Novi Sad) ca. 1000 Juden und ca. 2000 Serben erschießen. Endre Bajcsy-Zsilinszky beteiligte sich führend an Protesten in Ungarn mit der Forderung nach Bestrafung Feketehalmys.
Am 19. März 1944 wurde er von der Gestapo verhaftet, am 11. Oktober aber zunächst wieder freigelassen. Nach dem Staatsstreich der hitlertreuen Pfeilkreuzler unter Ferenc Szálasi am 15. Oktober 1944 ging Bajcsy-Zsilinszky in den Untergrund, im November 1944 wurde er jedoch erneut verhaftet und am 24. Dezember in Sopronkőhida gehängt.
Am 27. Mai 1945 wurde er ehrenhaft in Tarpa begraben.

## Ehrungen
Am 27. Mai 1945 ehrte ihm die Post der Republik Ungarn mit einer Sondermarke.